# Заика, Виктор Евгеньевич
Заи́ка Ви́ктор Евге́ньевич (2 мая 1936, Улан-Удэ — 22 февраля 2014, Севастополь) — советский и украинский гидробиолог, доктор биологических наук, профессор, член-корреспондент НАН Украины, директор ИнБЮМ им. А. О. Ковалевского (1977—1982 и 1993—1999 гг.), лауреат Государственной премии Украины в области науки и техники, главный научный сотрудник отдела экологии бентоса, публицист, ученый-энциклопедист, автор более 310 научных трудов.

## Биография

### Родители
Виктор Заика родился 2 мая 1936 года в столице Бурятии, в городе Улан-Удэ. Родители были выходцами из разных концов Советского Союза.
Отец, Заика Евгений Дмитриевич (1905) — внук украинского казака, работал зоотехником. Мать, Шамбуева Елена Бадмаевна (1905—1952), родилась в западной Бурятии в многодетной бурятской семье, работала ветврачом. Родители Виктора поехали работать на родину матери, в столицу Бурятии — город Улан-Удэ. Оттуда их командировали в группе специалистов в соседнюю Монголию. Там они готовились к отправке в Союз скот, который перегонялся большими партиями по межгосударственному договору. Помимо основной работы, они также помогали внедрять советские порядки и культуру. Например, приучали монголов зарывать трупы в землю, хотя у монголов был обычай вывозить трупы за пределы населённого пункта и оставлять их на съедение зверям и воронам.

### Ранние годы
Когда его родители вернулись в Улан-Удэ, вскоре на свет появился и сам Виктор. Но тут наступил 1937 год, когда «органы» стали усердно искать, кого и за что посадить. В частности были отправлены за решетку оба деда Виктора. Один на Украине, другой в Бурятии. Оба так и не вернулись. Настал черед родителей: по случаю массового падёжа пригнанного из Монголии скота стали выявлять вероятных вредителей, и их стали вызывать на допросы.
В возрасте шести лет Виктора Заику родители перевезли ближе к Европе на Северный Кавказ. Так они оказались в Пятигорске, где их застала война. Отца-инвалида не мобилизовали, эвакуироваться семья не могла, и все остались в городе, когда его оккупировали немцы. В квартиры стали подселять немцев. Родители неплохо знали немецкий, и это помогало выживать. Оккупация длилась несколько месяцев. Бабушка сводила Виктора при немцах в церковь крестить тайком от матери-коммунистки, одной из первых комсомолок Бурятии.

### Учёба
Вскоре мать решила вернуться на свою родину. По приезде она начала искать работу, но в столице подходящих мест не нашлось, и с документами была проблема: мать приехала из оккупированной зоны, да ещё без партбилета. Затем они переехали в Новоселенгинск, где когда-то жили в ссылке декабристы. Жили на большой территории ветлечебницы, где командовала мама Виктора. Дело шло к весне, и Виктора определили в первый класс. Проблемы появились в конце учебного года — дали только справку, сказали, что табель за два месяца учёбы не дают, но заверили, что примут во второй класс.
В  Улан-Удэ на улице Советской был отправлен в мужскую среднюю школу № 1 учеником четвёртого класса. Окончил её в 1953 году. Учился хорошо, и ему прощали частые и длинные пропуски: мать боялась оставлять сына и брала его с собой в командировки. Так Виктор побывал во всех районах республики, помогал делать уколы коровам, кастрировать поросят. Когда мать дважды преподавала на курсах на Щучьем озере, даже подсказывал студентам.
В 1952 году, когда Виктор перешёл в десятый класс, его мама умерла. Виктор стал жить в семье дяди. Когда завершал учёбу, как раз умер Сталин, и они всем классом по очереди круглосуточно дежурили возле статуи с учебными автоматами.
Приехала в отпуск родственница, которая училась в Ленинграде в аспирантуре Зоологического института. Усиленно советовала подавать документы в ЛГУ, поскольку МГУ только будет заселять новые корпуса, и брать на учёбу тех, кто строил эти корпуса.
Виктор послал документы в ЛГУ. Ответа не получил, и в августе решил ехать. Добрался до Ленинграда. Виктор поехал поступать в ЛГУ на  факультет биологии.
У Виктора была серебряная медаль, и парня из Сибири, да ещё медалиста, приняли хорошо. На собеседовании спросили: «Кем хотите стать?» Виктор ответил: «Мичуриным в зоологии». Следующий вопрос был: «До сентября в колхоз согласны поехать?» Виктор решил, что его, наверное, принимают на учёбу, и ответил утвердительно.
После первого курса и учебной практики снова попросился в колхоз. Работал плотником и его даже приглашали в студенческую бригаду. Вдруг пришла телеграмма от родственницы — аспирантки из Зоологического института: «Срочно приезжай. Есть работа в ЗИНе». Так Виктор попал в первую экспедицию на Карельский перешеек к паразитологу, который обследовал колхозный скот. После окончания экспедиции его рекомендовали во вторую, для изучения паразитов рыб в дельте Волги. Туда ездила группа из четырёх человек, и на время приезжали ещё двое, в том числе будущий академик и директор Зоологического Института Б. Е. Быховский. Там Виктор научился исследовать паразитов в полевых условиях и опоздал к началу семестра, но его снабдили справкой с объяснением.
Курсовую и дипломную работы Виктор выполнял в Новгородской области в селе Яжелбицы. Там была кружевная фабрика и большое карповое рыбное хозяйство, в котором рыба страдала от  кокцидиоза. Виктор изучал возбудители этой болезни, прожив там более пяти месяцев.

### Знакомство с женой
Между двумя поездками в Яжелбицы зимой познакомился с будущей женой. После защиты диплома и посещения военного лагеря выдали сами дипломы и распределения. Виктора распределили в ЗИН, и он с невестой поехал к её родителям в Сочи.
К сентябрю вернулись в Ленинград, жена пошла доучиваться на матмех ЛГУ, а Виктор приступил к  работе лаборанта в ЗИНе. Виктору устроили встречу в Академической столовой с байкальцами М. Ю. Бекманом и Г. И. Галазием, который работал директором Байкальской лимнологической станции (БЛС). Они предложили переехать на работу в Лиственничное на Байкале, и Виктор согласился приехать к сентябрю 1959 года после экспедиции на Амур.
Летом вшестером, включая паразитологов С. С. Шульмана, Ю. А. Стрелкова, и двух студенток, поехали поездом из Ленинграда на Амур. Кочевали по рыбным тоням Амура и Зеи. Были в Хабаровске, в Свободном. В августе Виктор покинул экспедицию, и его сменил студент-дальневосточник С. М. Коновалов. Он позже, между двумя Виктора директорствами, тоже был директором ИнБЮМ.
Вернувшись в Ленинград, уволился, и оставив беременную жену, уехал в Иркутск, а оттуда в Листвянку. Вскоре получил квартиру и вызвал жену. Виктор объездил Байкал на катерах во всех направлениях. Высаживался в местах рыбной ловли и изучал паразитов рыб.

### Работа в ИнБЮМе
Дождавшись улучшения самочувствия жены, на теплоходе поехал с палубным билетом в Севастополь на биостанцию искать работу. Виктор получил место младшего научного сотрудника. Причём директор давно обещал паразитологам дать «единицу».
Сначала жил без семьи, снимал комнату на улице Киянченко. К лету 1963 года Виктор получил одну комнату на Керченской, и туда переехала семья. В 1964 году получил двухкомнатную квартиру на улице Курсантов ( ныне Ефремова).

### Защита кандидатской диссертации
После защиты кандидатской диссертации бросил паразитологию, потому что все друзья интересовались общими вопросами морской экологии и не желали слушать про паразитов. Попал в отдел планктона и в 1966 году пошёл в первый рейс на НИС «Михаил Ломоносов». Побывал в Бейруте, Карачи, Коломбо, Сингапуре и вернулся через Владивосток. Позже ходил дважды в море на «Академике А.Ковалевском», посетил Неаполь, Чивитавеккью (откуда ездил в Рим), Мальту, Барселону, Венецию, Мессину. Ещё раз ходил на «Ломоносове» на этот раз в Атлантику. Ходил на старом «Витязе», был в Японии, снова в Сингапуре, в Маданге, Рабауле. После этого много плавал на «Профессоре Водяницком». Обычно ходил начальником экспедиции, был в Атлантике и Индийском океане. Много раз летал в зарубежные командировки. Шесть раз летал в Париж, много раз бывал в Турции, в Анталье, в Анкаре, в Мессине, но чаще всего — в Стамбуле.

### Защита докторской диссертации
Докторскую диссертацию по теме «Удельная продукция водных беспозвоночных» защитил в 1971 году в Институте океанологии АН СССР в Москве.
В дальнейшем он занимался решением проблемы сравнительного биологического разнообразия биоты Чёрного моря и всего Средиземноморского бассейна. Эти материалы составляют фундаментальную научную базу для выработки научных кадров высокой квалификации. Среди его учеников 4 доктора и 20 кандидатов наук.
Виктор описал более 20 видов животных. Позже он занимался разработкой теории роста животных, биологической продукции, энергетического баланса гидробионтов, структурой и функционированием морских сообществ. Им впервые в стране начаты исследования морского микрозоопланктона и фототрофного пикопланктона, получившие в дальнейшем широкое развитие. Выполнены многолетние полевые исследования зообентоса, экспериментальные работы по темпам деления одноклеточных организмов разной природы, по росту гидробионтов. Зоологи отметили его вклад  в таксометрию, посвятив его имени три новых вида. Большое значение имеют теоретико-математические и модельные разработки в области аллометрических отношений в организме.
Всего к настоящему времени им опубликовано 330 научных трудов, включая несколько монографий, популярных очерков, а также книгу о рыбах Чёрного моря, об истории регионального рыболовства. Его труды  широко цитируются, в том числе в учебниках экологии, гидробиологии, в зарубежных сводках. Занимался редакторской деятельностью, принимал участие в работе комитетов, комиссий и научных советов Южного научного центра и Крымской секции НАНУ. Был членом Бюро Отделения общей биологии АН УССР., членом проблемных и экспертных советов НАНУ и АН СССР, ГКНТ СССР, редколлегий журналов. С 1977 по 1982 и с 1993 по 1999 был директором ИнБЮМ. Многие годы возглавлял отдел бентоса института, был главным редактором сборника «Экология моря», председателем квалификационного совета ИнБЮМ. В разные периоды деятельности входил в число членов: Межведомственной комиссии по Чёрному и Азовскому морям Минэкобезопасности, экспертной международной группы по морскому биоразнообразию. В 2007 г. в числе других специалистов ИнБЮМ, была присуждена Государственная премия в области науки и техники. В 2008 г. награждён знаком «За научные достижения Министерства образования и науки Украины».

## Труды
- Заика В. Е. Паразитофауна рыб озера Байкал. — Наука, 1965.
- Заика В. Е. Удельная продукция водных беспозвоночных. — Киев: Наукова думка, 1972. — 147 с. (недоступная ссылка)
- «Specific production of aquatic invertebrates» (New York, Toronto — изд. «John Wiley & Sons». 1973)
- «Севастопольский аквариум». — Симферополь: Таврия, изд. 1-1974 с.62, 2-1978 с.64, 3-1981 с.64, 4-1988 с.64.
- «Биологическая структура и продуктивность планктонных сообществ Средиземного моря». — Киев: Наукова думка, 1975. — 219 с.
- «Распределение морского микрозоопланктона» (в соавторстве с В. К. Моренова, Н. А. Островская, А. В. Цалкина). — Киев: Наукова думка, 1976.- 92 с.
- «Чёрное море». — Симферополь: Таврия, изд. 1-1976, 2-1983.- 96 с.
- «Сравнительная продуктивность гидробионитов». (1983)
- «Балансовая теория роста животных». — Киев: Наукова думка, 1985.- 191 с.
- Заика В. Е. Вертикальное распределение автотрофного пикопланктона в Индийском океане и Средиземном море //Океанология. — 1986. — Т. 26. — №. 1-3. — С. 282.
- Заика В. Е., Шевченко В. А., Булатов К. В. Экология морского фототрофного пикопланктона. — Пущино: Научный центр биологических исследований АН СССР в Пущине, 1989. — 168 с. Архивировано 29 апреля 2014 года.
- «Симбиоз водных животных с водорослями». — Киев: Наукова думка, 1991 141 с.
- «Черноморские рыбы и летопись их промысла». — Севастополь: ЭКОСИ-Гидрофизика 2008. 118 с.
- Заика В. Е. Гравитационное поле Севастопольской биостанции. — ЭКОСИ-Гидрофизика, 2013. — 192 с. (недоступная ссылка)[4]

### Сайты
- Репозиторий Института морских биологических исследований имени А. О. Ковалевского РАН: Виктор Заика — библиография
- Научный журнал «БИОСФЕРА» (недоступная ссылка)
- Крымская Академия Наук
- Севастопольская Городская Государственная Администрация: ПАМЯТНЫЙ ЗНАК «ЗА ЗАСЛУГИ ПЕРЕД ГОРОДОМ»

### Интервью
- Виктор Заика: «о грустных этапах постепенного увядания черноморского рыболовства» (Интервью газете «Слава Севастополя», сентябрь 2008 г.) (недоступная ссылка)
- Виктор Заика: «С надеждой на лучшее шагаем в будущее» (Интервью газете «Слава Севастополя», май 2011 г.) (недоступная ссылка)
- «Взорвется ли Чёрное море?» (интервью изданию «Trud.ru», январь 2000 г.)

### Статьи о Заике
- Писатель и публицист Владимир Бараев: «Встреча с другом»
- «Путешествие в день вчерашний» Лезинский М. Л., очерк об Викторе Евгеньевиче Заике